# Лилло, Джузеппе
Джузеппе Лилло (итал. Giuseppe Lillo; 26 февраля 1814, Галатина — 4 февраля 1863, Неаполь) — итальянский композитор и музыкальный педагог.
Сын дирижёра Джозуэ Лилло. Учился в неаполитанской консерваторию Сан-Пьетро-а-Майелла у Николо Дзингарелли (композиция) и Франческо Ланца (фортепиано). Его первое заметное сочинение, четырёхголосная месса для солистов, хора и оркестра, было с успехом исполнено в 1834 году, в том же году в консерватории по случаю карнавала была поставлена его первая комическая опера «Жена на один день, или Больной в отменном здравии» (итал. La moglie per 24 ore, ossia L’ammalato di buona salute). Затем, однако, он обратился к жанру оперы-сериа, из которых уже вторая, «Одда ди Бернавер» (итал. Odda di Bernaver; 1837, собственно, на сюжет об Агнес Бернауэр), была поставлена в ведущем неаполитанском театре Сан-Карло. Её успех открыл для Лилло дорогу к известности за пределами региона: его следующие оперы-сериа ставились в Венеции, Риме, Флоренции. Наивысшим достижением Лилло стала, однако, его вторая комическая опера «Кабачок в Андухаре» (итал. L’osteria di Andujar; 1840). Позднейшие работы Лилло не достигали того же уровня популярности, хотя опера-сериа «Катарина Говард» (итал. Caterina Howard; 1849, на сюжет о Екатерине Говард) и стала определённым событием в музыкальной жизни Неаполя. В общей сложности Лилло написал 18 опер, а также ряд камерных и вокальных сочинений, принадлежит ему и церковная музыка.
Педагогическая карьера Лилло началась в начале 1840-х гг., сперва он преподавал фортепиано, затем гармонию, а позже контрапункт и композицию. На протяжении 1850-х гг. Лилло был профессором консерватории, среди его учеников — Энрико Модесто Бевиньяни, Густаво Тофано, Джорджо Мичели. В 1861 году вышел в отставку в связи с душевной болезнью.
В родном городе Лилло, Галатине, его именем названа улица.